# Edward Stanley Kellogg
Edward Stanley Kellogg, né le 20 août 1870 à New York et mort le 8 janvier 1948 à Bethesda au Maryland, est un homme politique américain. Il a été gouverneur des Samoa américaines de 1923 à 1925.

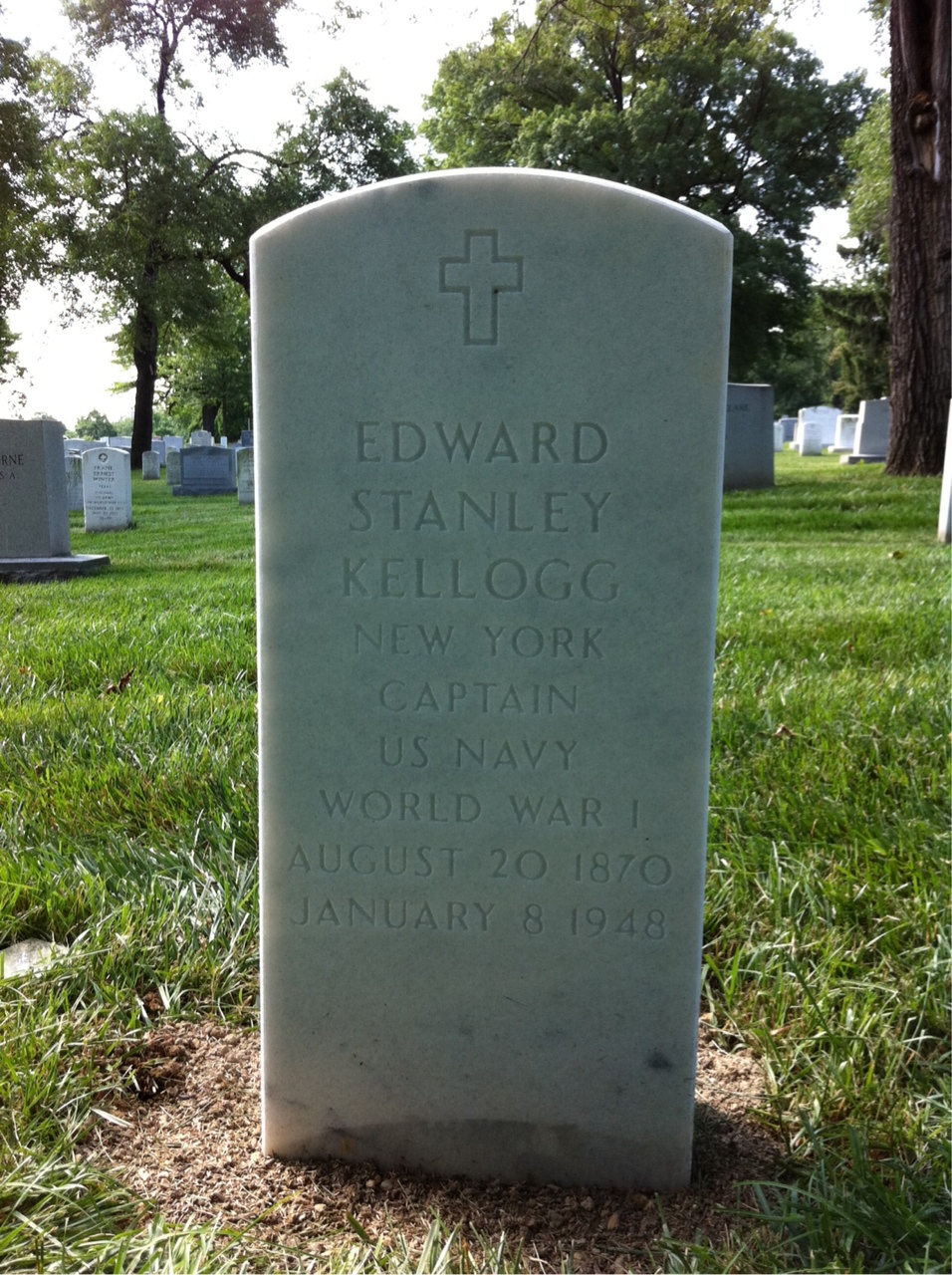
Pierre tombale d'Edward Stanley Kellogg au cimetière national d'Arlington.